# Soloe plicata
Soloe plicata är en fjärilsart som beskrevs av Elliot C.G. Pinhey 1952. Soloe plicata ingår i släktet Soloe och familjen nattflyn. Inga underarter finns listade i Catalogue of Life.